# آلیس یا آخرین گریز
آلیس یا آخرین گریز (فرانسوی: Alice ou la dernière fugue‎) فیلمی مهیج و ترسناک به کارگردانی کلود شابرول است که در سال ۱۹۷۷ منتشر شد.

## بازیگران
- سیلویا کریستل
- چارلز وانل
- آندری دوسولیه
- فرنان لودو
- ژان کارمه